# Oribatula interrupta
Oribatula interrupta är en kvalsterart som först beskrevs av Rainer Willmann 1939.  Oribatula interrupta ingår i släktet Oribatula och familjen Oribatulidae.

## Underarter
Arten delas in i följande underarter:
- O. i. interrupta
- O. i. major